# Cynea anthracinus
Cynea anthracinus är en fjärilsart som beskrevs av Paul Mabille 1877. Cynea anthracinus ingår i släktet Cynea och familjen tjockhuvuden. Inga underarter finns listade i Catalogue of Life.